# Drepanosticta philippa
Drepanosticta philippa – gatunek ważki z rodziny Platystictidae. Występuje endemicznie na Filipinach.